# کلاهو
سنجاب زمینی یا کُلاهو (نام علمی: Marmotini) نام یک تبار از تیره سنجابان است. این جوندگان برخلاف دیگر سنجاب‌ها در سطح زمین یا زیرزمین زندگی می‌کنند. این جانوران اندازه‌ای متوسط دارند، دارای دُمی کوتاه و چشم‌های درشت هستند و می‌توانند تا ۸ کیلوگرم وزن داشته باشند. اکثر گونه‌های کلاهو به صورت اجتماعی و در گروه‌های بزرگ در دشت‌ها زندگی می‌کنند. این جانوران می‌توانند در مواقعی مثل احساس خطر بر روی پاهای عقب بلند شوند. در حالت ایستاده تسلط بیشتری برای پیدا کردن خطرها و مشاهدهٔ اطراف دارند. این جانوران در صورت احساس خطر جدی با تولید صداهایی خاص، وجود خطر را به دیگر افراد جمعیت اعلام می‌کنند.
نام فارسی کلاهو را به صورت کلاوو و کلائو و کَلاکموش هم نوشته‌اند. به آن چربوز هم گفته می‌شد.
بزرگ‌ترین محل تجمع سنجاب‌های زمینی در شهر شیرین سو استان همدان در حاشیه تالاب زیبای این شهر قرار دارد.